# Raúl Asprilla
Raúl Alexander Asprilla (Cali, Valle del Cauca, Colombia; 12 de diciembre de 1990) es un futbolista colombiano. Juega de delantero y recientemente juega en el Maccabi Herzliya de la Liga Leumit.

## Selección nacional
Ha sido internacional con la Selección de fútbol de Colombia Sub-17.

## Clubes
| Club                  | País      | Año           |
| --------------------- | --------- | ------------- |
| Boyacá Chicó FC       | Colombia  | 2007 - 2009   |
| CA Belgrano           | Argentina | 2010          |
| Bogotá FC             | Colombia  | 2011          |
| Hapoel Nazareth Illit | Israel    | 2015-2017     |
| Maccabi Herzliya      | Israel    | 2017-presente |

## Palmarés

### Campeonatos nacionales
| Título          | Club         | País     | Año  |
| --------------- | ------------ | -------- | ---- |
| Torneo Apertura | Boyacá Chicó | Colombia | 2008 |